# Siegfried Emanuel Heuser
Siegfried Emanuel Heuser (22 de Outubro de 1919 — 29 de Março de 1986) foi um político brasileiro.
Foi eleito, em 3 de outubro de 1950, deputado estadual, pelo PTB, para a 38ª, 39ª, 40ª e 41ª Legislaturas da Assembleia Legislativa do Rio Grande do Sul, de 1951 a 1967.Consagrado com a Ordem do Mérito Naval.